# Jaroslav Svěchota
Jaroslav Svěchota (13. září 1941 Domanín, dnes Česko – 8. listopadu 2004 Bratislava) byl ředitel kontrarozvědky Slovenské informační služby a náměstek ředitele SIS Ivana Lexy. Figuroval jako svědek a obviněný v mnoha kauzách spojenými s vládou Vladimíra Mečiara.
Před rokem 1989 pracoval jako agent pro StB (krycí jméno Technik, registrační číslo 19508) pro její sídlo v Bratislavě. Pracoval pro Ministerstvo dálnic Slovenské republiky, v Úřadu na ochranu demokracie.
V roce 1995 se stal šéfem kontrarozvědky SIS, později náměstkem ředitele SIS Ivana Lexy. Po odchodu Lexy z postu šéfa SIS pracoval jako právník. Vypovídal v případě zavlečení Michala Kováče mladšího, v kauze vraždy Roberta Remiáše a dalších.
Jaroslav Svěchota byl zodpovědný za krádeže svazků z archivů StB, které se týkaly lidí aktivních ve slovenské politice na začátku 90. let 20. století, mezi jinými svazku Vladimíra Mečiara.